# كريس بيريز
كريس بيريز (بالإنجليزية: Chris Pérez)‏ هو كاتب وعازف قيثارة وكاتب أغاني ومغني أمريكي، ولد في 14 أغسطس 1969 في سان أنطونيو في الولايات المتحدة.

## وصلات خارجية
- الموقع الرسمي
- كريس بيريز على موقع IMDb (الإنجليزية)
- كريس بيريز على موقع ميوزك برينز (الإنجليزية)
- كريس بيريز على موقع أول ميوزيك (الإنجليزية)
- كريس بيريز على موقع ديسكوغز (الإنجليزية)